# 히앙 멘드스
히앙 이삭 멘드스 다 그라사(포르투갈어: Ryan Isaac Mendes da Graça, 1990년 1월 8일 ~ )는 카보베르데의 축구 선수로 현재 튀르키예 TFF 1. 리그의 코자엘리스포르에서 윙어로 활동 중이며 카보베르데 축구 대표팀의 주장이자 카보베르데 대표팀 역대 국제 A매치 최다 출전 및 최다 득점 기록 보유자이다.

## 구단 경력

### 르아브르
상비센트섬의 민델루에서 태어난 멘드스는 고향 클럽 바투크 FC에서 선수 생활을 시작했다. 2008년, 그는 르아브르 AC로 팔렸고, 2009년 5월 13일 AS 생테티엔을 상대로 리그 1 첫 경기를 치렀고, 4-2로 패한 홈 경기에서 막심 바카와 교체되었다. 그는 레스터 시티의 스카우트 스티브 월시에 의해 감시를 받았고, 대신 팀 동료 리야드 마레즈와 계약했다.
2011-12 리그 2에서 멘드스는 13골로 득점 공동 3위에 올랐다.

### 릴
2012년 9월 1일, 멘드스는 릴에서 4년 계약으로 리그 1로 복귀했다. 그는 에덴 아자르를 첼시로 매각한 후 클럽이 재정적으로 좋은 상태에 있는 300만 유로에 합류했고, 그의 월급은 7,000 유로에서 120,000 유로로 인상되었다. 그는 오른쪽 발목 힘줄 수술을 받은 후 첫 시즌의 후반전에 결장했고, 2013년 12월까지 선수 생활을 하지 않았다. 그는 리그 웹사이트에 부상에도 불구하고 은퇴하지 않을 것이라고 말했다.
2013년 뤼디 가르시아 감독이 경질된 후, 릴에서 멘드스의 기회는 줄어들었다. 2015년 9월 4일, 멘드스는 잉글랜드 팀인 노팅엄 포리스트에 한 시즌 임대로 합류했다.  그는 20일 후 허더즈필드 타운과의 1-1 무승부를 시작하며 클럽의 첫 골을 기록했다.

## 국가대표팀 경력
멘드스는 카보베르데 U-21 국가대표팀의 일원이었고, 이전에는 공프레빌로르쉐에서 열린 국제 토너먼트에서 16세 이하 대표팀에서 뛰었다.
그는 2010년 8월 11일 세네갈과의 친선 경기에서 바반쿠와 58분 교체 투입되어 카보베르데 국가대표팀 데뷔 전을 치렀다. 그의 첫 국가대표팀 골은 2011년 10월 8일 짐바브웨와의 2012년 아프리카 네이션스컵 예선 전에서 2-1로 패한 경기에서 기록되었다.
2013년 아프리카 네이션스컵 예선 전에서 멘드스는 마다가스카르를 상대로 2승을 거두며 3골을 기록했다. 카보베르데의 첫 번째 메이저 대회인 남아프리카 공화국의 결승전에서 그는 8강까지 4경기를 모두 뛰었다.
멘드스는 2014년 9월 10일, 2015년 아프리카 네이션스컵 예선에서 카보베르데가 잠비아를 상대로 2-1로 승리하면서 결승골을 넣었다. 그는 적도 기니에서 열리는 결승전에 차출되어, 조별 예선 3무를 모두 소화했다.
2020년 11월, 그는 50번의 국제 경기에 출전했고, 그 다음 3월에 셔츠와 상패를 받았다. 1년 후, 그는 카메룬에서 열린 2021년 아프리카 네이션스컵에 소집되었고, 대회에서 카보베르데의 두 경기에 출전했다.
2023년 12월, 멘드스는 코트디부아르에서 열린 그의 네 번째 아프리카 네이션스컵인 2023년 대회를 위해 카보베르데의 선수단에 이름을 올렸다. 그는 토너먼트의 첫 두 경기인 가나 (2-1)와 모잠비크 (3-0)와의 경기에서 주장을 맡았고, 후자의 경기에서 득점과 최우수 선수로 선정되었다. 그는 이후 모리타니와의 경기에서 페널티킥으로 유일한 골을 넣었고, 모리타니는 8강에 진출했다.